# Medijski sistem
Medijski sistem je skup organizovanih oblika masovnog komuniciranja, institucija i delatnosti, kojima se obezbeđuje slobodan protok informacija i zadovoljavaju komunikacione potrebe građana.

## Pojam i elementi
Medijski sistem je normativno određeni, dinamički i međuzavisni splet različitih društvenih subjekata (institucija, organizacija, asocijacija), medijskih organizacija sa delovima (mas)medija u sebi. U svakodnevnoj teoriji i praksi društvenog komuniciranja, kao simentrični pojmovi medijskom sistemu (relativni sinonimi), koriste se i izrazi: 'informaciono-komunikacioni sistem', 'mas-medijski sistem', 'sistem masovnog komuniciranja', 'sistem javnog informisanja'. Sadržajno najrasprostranjeniji od ovih izraza svakako je ‘informaciono komunikacioni sistem’, jer uključuje sve aspekte ovog fenomena (one koji se odnose na masovno komuniciranje, kao i one koji se odnose na interpersonalno i grupno komuniciranje). Ostale sintagme, čija je upotreba, prihvatljiva u kolokvijalnom govoru, značenjski su osujećene na neki aspekt funkcionisanja medijskog, kao i informaciono komunikacionog sistema.
Strukturu svakog medijskog sistema čine:
- društvene norme različitog stepena obaveznosti, koje regulišu funkcionisanje medijskog sistema;
- društveni subjekti sa najvećim potencijalima uticaja na funkcionisanje medijksog sistema, tzv. agensi medijskog sistema;
- produkcioni podsistem medijskog sistema, tzv. medijski kompleks (sektor ili sfera), tj. celina delujućih medijskih organizacija u njemu;
- recepcijski podsistem medijskog sistema – građani kao pripadnici masovne publike;
- javno masovno komuniciranje, kao dominantno, koje se neprestano ostavruje kroz dinamičku i razvojnu interakciju između podsistema.

Tako shvaćen medijski sistem neposredni je društveni kontekst u kojem funkcionišu svi mas-mediji i internet, odnosno u kojem djeluju medijske organizacije. One se oformljuju oko pojedinačnih medija, koji su nezaobilazna funkcionalna pretpostavka njihovog postojanja, ali nisu i ne mogu biti izolovane u socijalnom ambijentu.
Razvoj ljudske komunikacije i posebno tehničkih mogućnosti za razmenu informacija i poruka, doveo je do uobličavanja posebnog polja društvenosti i ljudskog delovanja, koje prepoznajemo kao medijski sistem. Osnovno značenje riječi medij, koja se oslanja na riječ medijum je: „ono što se nalazi u sredini ili što predstavlja sredinu..., posrednik, pomoćno sredstvo...“ Nešto savremenije tumačenje objašnjava medij kao: „sredstvo, posrednik, a) sredstvo komunikacije i izražavanja (npr reči, muzika, karikatura) i b) sredstvo javnog informisanja (novine, radio, TV, internet, itd)“ Ovo drugo značenje je ono koje nam je potrebno. Medij kao posrednik, kao kanal za protok informacija, poruka i drugih sadržaja. Riječ sistem u osnovi znači: „ono što je sastavljeno, sastav, celina... od raznorsnih stvari ili saznanja sastavljena celina, skup određenih delova...“
Medijski sistem može biti otvoren i zatvoren. Po prirodi stvari on bolje ostvaruje sve svoje društvene funkcije kada je otvoren i unutar sebe i prema okruženju. Tada on legitimiše celokupno društvo kao otvoreno i demokratsko. Najkraća definicija za ovaj pojam mogla bi da glasi: „Medijski sistem je skup organizovanih oblika masovnog komuniciranja, institucija i delatnosti, kojima se obezbeđuje slobodan protok informacija i zadovoljavaju komunikacione potrebe građana“.
S obzirom na činjenicu da u konstituisanju medijskog sistema, njegovom uobličavanju i razvoju učestvuju i drugi faktori, onda se definisanju medijskog sistema dodaju posebni elementi, a to su: mediji i medijske delatnosti. U širem smislu elementi medijskog sistema mogu da podrazumijevaju i:
- privredni subjekti i organizacije koji su tehnička podrška promociji medijskih sadžaja (štamparije, distributivni servisi, radio i TV studiji, sistemi prenosa tj. predajnici i repetitori, kablovski i satelitski distributivni sistemi);
- izvori informacija;
- državni organi i institucije koji imaju ingerencije u odnosu na medije i medijski sistem;
- oglašivači;
- publika;
- organizacije koje se bave medijskim istraživanjima;
- medijska pravila (regulacija i samoregulacija).

## Struktura medijskog sistema
Medijski sistem je normativno određeni, dinamički i međuzavisni splet različitih društvenih subjekata (institucija, orhganizacija, asocijacija), medijskih organizacija sa delovima (mas)medija u sebi. U svakodnevnoj teoriji i praksi društvenog komuniciranja, kao simentrični pojmovi medijskom sistemu (relativni sinonimi), koriste se i izrazi: 'informaciono-komunikacioni sistem', 'mas-medijski sistem', 'sistem masovnog komuniciranja', 'sistem javnog informisanja'. Sadržajno najrasprostranjeniji od ovih izraza svakako je ‘informaciono komunikacioni sistem’, jer uključuje sve aspekte ovog fenomena (one koji se odnose na masovno komuniciranje, kao i one koji se odnose na interpersonalno i grupno komuniciranje). Ostale sintagme, čija je upotreba, prihvatljiva u kolokvijalnom govoru, značenjski su osujećene na neki aspekt funkcionisanja medijskog, kao i informaciono komunikacionog sistema.
Strukturu svakog medijskog sistema čine:
- društvene norme različitog stepena obaveznosti, koje regulišu funkcionisanje medijskog sistema;
- društveni subjekti sa najvećim potencijalima uticaja na funkcionisanje medijksog sistema, tzv. agensi medijskog sistema;
- produkcioni podsistem medijskog sistema, tzv. medijski kompleks (sektor ili sfera), tj. celina delujućih medijskih organizacija u njemu;
- recepcijski podsistem medijskog sistema – građani kao pripadnici masovne publike;
- javno masovno komuniciranje, kao dominantno, koje se neprestano ostavruje kroz dinamičku i razvojnu interakciju između podsistema.

Tako shvaćen medijski sistem neposredni je društveni kontekst u kojem funkcionišu svi mas-mediji i internet, odnosno u kojem djeluju medijske organizacije. One se oformljuju oko pojedinačnih medija, koji su nezaobilazna funkcionalna pretpostavka njihovog postojanja, ali nisu i ne mogu biti izolovane u socijalnom ambijentu.

## Normativni oblik medijskog sistema
Ne postoji ni jedan medijski sistem, kako u savremenosti, a tako i u prošlosti, koji nije regulisan, u većoj ili manjoj mjeri, setom društvenih normi: običajnih, pravnih i etičkih. Običajne norme su dominirale u predistoriji masovnog komuniciranja, koja je trajala od polovine XV do kraja XVIII vijeka, tačnije do okončanja buržoaskih revolucija u Evropi i Sjevernoj Americi. Predominacija pravnih normi u regulisanju funkcionisanja medijskog sistema manifestuje se kroz tzv. medijski normativizam koji je imanentan etatističkim društvima i onima u tranziciji, koja su nasuprot medijskim kompleksima u liberalnim društvima u kojima se insistira na samoregulaciji, tj. zameni pravnih normi profesionalnim pravilima izvedenim iz etičkih normi. Ipak, čak i u takvim societalnim kontekstima pravne norme su neizbežne i moraju se javiti o određenim broju pravnih propisa, jednostavno što usklađivanje interesa ljudi u društvu mora obezbeđivati država. Što se tiče regulacijske strukture medijskog sistema, imamo tri nivoa. Prvi nivo predstavlja samo jedan zakonski akt – osnovni zakon/ustav, odnosno skup supstitujušćih propisa u zemljama bez klasičnog ustava, koji reguliše osnove medijskog, te slobode i prava građana, uključujući i njihova ograničenja u javnom komuniciranju. Drugi nivo regulacije jesu sistemski zakoni u oblsti javnog komuniciranja. Od zemlje do zemlje njihovi nazivi se razlikuju,ali je riječ o pozitivnim pravnim propisima kojima se profiliše medijski sistem. Ovim zakonima reguliše se, javno komuniciranje kao društveni odnos, tehničke pretpostavke funkcionisanja sistema i rad elektronskih medija. Nasuprot pravnim, kao njihova dopuna, supstitucija ili negacija, nalaze se etičke norme kojima se, takođe, reguliše funkcionisanje medijskog sistema. One se u praksi grupišu u profesionalnim/etičkim kodeksima (samoregulacija) različitih subjekata javnog komuniciranja i različitog nivoa uticaja. Svoja etička pravila utvrđuju profesionalni komunikatori (novinari, snimatelji, reditelji...), vlasnici medijskih organizacija, medijski menadžeri(...), a ona mogu imati međunarodni značaj (npr. Kodeks federacije novinara), nacionalnu primenu (kodeks novinara u nekoj zemlji).

## Tipovi medijskih sistema
Za razumijevanje prirode i karaktera svakog medijskog sistema, njegovih specifičnosti i funkcionalno profilifisanje neophodno je prepoznati ključne subjekte u samom medijskom sistemu i izvršiti seloktovanje prema njihovom uticaju na javno komuniciranje. Pod subjektima/agensima medijskog sistema podrazumevaju se „istitucije i grupe koje posjeduju pokretačku komunikacionu energiju ili izvore uticaja na društveno komuniciranje u toku“.
Govorimo o državi, političkim organizacijama, vlasnicima medijskih organizacija i interesnim grupama kapitala, organizacijama profesionalnih komunikatora, specijalizovanim agencijama u javnom komuniciranju, sindikatu, crkvi, nevladinim/civilnim organizacijama i nauci.
Ako dobro pogledamo sve ove subjekte/agense medijskog sistema, možemo zaključiti da je svakako najznačajniji – država. Ona posjeduje nekoliko ekskluzivnih prava javnom komuniciranju, koja su ostalim agensima formalno nedostupna. Ono što država ima, a drugi agensi nemaju jeste zakonodavno regulisanje društvenog odnosa. Država ostvaruje i direktan ili indirektan uticaj na licenciranje radio i televizijskih programa, na mogućnost pružanja usluga na internetu, rad informatičkih agencija, a u pojedinim zemljama kontroliše štampanje i objavljivanje novina i drugih pojedinačnih štampanih mas-medija. U državnim rukama je upravna i sudska kontrola medijskog kompleksa, odnosno sankcionisanje odgovornosti fizičkih i pravnih lica u javnom komuniciranju.
Bez formalnih, tj. zakonskih ovlašćenja u medijskom sistemu, osim kao pravnih lica koja ravnopravno sa svim drugim fizičkim i pravnim licima mogu pokretati novine, a znatno ređe radio ili TV programe, u suštini najznačajniji agensi medijskog sistema u velikom broju zemalja jesu ili mogu biti političke organizacije: partije, koalicije i pokreti. Partije mas-medijima daju gotovo presudan značaj u nastojanju da ostvare svoje „vitalne“ ciljeve: da budu na vlasti ili da dođu do nje. Za procenu i utvrđivanje uticaja partija na mas-medije mogu se primenjivati četiri varijable britanskog teoretičara Kolina Sejmur-Jura:
- organizacione veze partija – mas-medij;
- odanost mas-medija partijskim ciljevima;
- podrška koju publika jednog mas-medija daje određenoj partiji;
- odnos veličine publike i procentualna podrška glasova određenoj političkoj partiji.[6]

Prvu komparativnu analizu medijskih sistema i njihovu klasifikaciju, prepoznavanjem različitih tipova, ponudili su 1956. godine Fred Sibert (Fred Siebert), Teodor Peterson (Theodore Peterson) i Vilbur Šram (Wilbur Schramm) u poznatoj knjizi „Četiri teorije štampe“ (енгл. Four Theories of the Press). Oni su u hronološkoj vertikali, u skladu sa vremenom njihovog pojavljivanja, polazeći prvenstveno od uloge štampe, odnosno novina u društvu, identifikovali četiri tipa medijskih sistema.
Prvi je autoritarni tip, nastao u 16. i 17. veku, čija se funkcija iscrpljivala u transmisiji vlasti autoritarnog suverena. Ovaj tip je nakon buržoaskih revolucija u Evropi i SAD, potisnut liberalnim medijskim sistemom, čiji je jedini regulator tržište, a politička funkcija – kontrola vlade. Danas ovaj tip imamo samo u SAD, Australiji i Novom Zelandu. Do sredine 20. veka, prvenstveno u Evropi, razvijen je tip medijskog sistema zasnovan na društvenoj odgovornosti masovnih medija u kojem država ima pravo da interveniše u strukturu i dinamiku medijskog sistema (u ovim medijskim sistemima afirmisan je model organiѕovanja medija kao javnih službi). Četvrti tip medijskog sistema pomenuti autori nazvali su komunistički, budući da je funkcionisao i funkcioniše u zemljama tzv. realnog socijalizma pod vlašću komunističkih partija.
Na tragu trojice prethodnih autora, svoju podelu medijskih sistema predstavio je i Franc Ronenberger (Franz Ronneberger) 1978. godine. On osim komunističkog (Istok) i liberalnog medijskog sistema (Zapad), prepoznaje medijske sisteme na jugu planete (karakteristika za zemlje u razvoju), i to njihove dve verzije:
- politički aktivni mediji koji su opunomoćeni i kontrolisani od vlade u ostvarenju vodeće uloge u društvu;
- u drugoj verziji ovih sistema mediji ostvaruju relativnu autonomiju, ali i dalje su u skladu sa politikom vlade na čiju podršku moraju da računaju.[7]

Naglašeno empirijski pristup izabrao je Rodžer Blum (Roger Blum). Uzimajući kao kriterijume: sistem vladavine, političku kulturu, vlasništvo nad medijima, način njihovog finansiranja, uticaj političkih partija i države na medije, medijsku kulturu i uređivačku orijentaciju medija, ovaj autor prepoznaje šest tipova medijskih sistema:
1. atlansko-pacifistički liberalni (SAD, Australija, Novi Zeland);
2. južnoevropski klijentelistički (Portugal, Španija, Malta, Kipar, Grčka);
3. srednjeevropski model javne službe (Nemačka, skandinavske zemlje i zemlje Beneluksa, Francuska, modernizovane zemlje Istočne Evrope, npr. Estonija);
4. istočnoevropski šok model (Rusija, Ukrajina, Belorusija, Turska);
5. arapsko-azijski patriotski model (Sirija, Tunis, Maroko, Indonezija);
6. azijsko-karibski komandni model (Kina, Severna Koreja, Kuba, Burma, Vijetnam).

Na osnovu spomenutih empirijskih karakteristika, Blum smatra za prva tri tipa da pripadaju demokratskim društvima, četvrti i peti tip autoritarnim, a šesti tip totalitarnim društvima.
Oslanjajući se na saznajne vrednosti skiciranih pristupa u prepoznavanju različitih tipova medijskih sistema, ovde će biti ponuđena još jedna klasifikacija koja prepoznaje četiri osnovna tipa medijskih sistema:
1. etatistički;
2. tržišni;
3. etatističko-tržišni;
4. društveno-civilni.

## Literatura
- Colin Seymour-Ure (1974): The Political Impact of Mass Media, Communication and society (New York, N.Y.), 4., London, Constable; Beverly Hills, California: Sage Publications.  978-0-8039-0347-0.
- Marko Miletić (2014): Struktura i dinamika medijskog sistema Srbije, Beograd: Hrestomatija.  978-86-6293-033-0.
- Fred S. Siebert, Theodore Peterson i Wilbur Schramm (1956): Four Theories of the Press: The Authoritarian, Libertarian, Social Responsibility and Soviet Communist Concepts of What the Press Should Be and Do, Urbana: University of Illinois Press
- Rade Veljanovski (2012): Medijski sistem Srbije, Beograd: Fakultet političkih nauka, Čigoja štampa.  978-86-7558-942-6.